# Масерије Ђилорми (Беневенто)
Масерије Ђилорми је насеље у Италији у округу Беневенто, региону Кампанија.
Према процени из 2011. у насељу је живело 101 становника. Насеље се налази на надморској висини од 447 м.